# Kotoeri
Kotoeri (ことえり, littéralement « sélection des mots ») est une méthode d'écriture du japonais incluse dans Mac OS X et Mac OS.